# 비바우시역
비바우시역(일본어: 美馬牛駅)은 일본 홋카이도 가미카와 군 비에이정에 위치한 홋카이도 여객철도 후라노 선의 철도역이다. 역 번호는 F38이며, 상대식 승강장 2면 2선의 구조를 갖춘 지상역이다.

## 역 주변
- 국도 제237호선

## 역사
- 1926년 9월 10일 : 일본 철도성 후라노 선의 역으로서 신설 개업. 일반역.
- 1949년 6월 1일 : 공공기업체인 일본국유철도로 이관.
- 1962년 11월 1일 : 화물 취급 폐지.
- 1983년 9월 1일 : 하물의 취급을 폐지.
- 1987년 4월 1일 : 일본국유철도 분할 민영화에 의해, 홋카이도 여객철도가 승계.
- 1992년 4월 1일 : 간이 위탁 폐지, 완전 무인화.

## 인접 역
| 홋카이도 여객철도           | 홋카이도 여객철도 | 홋카이도 여객철도           |
| --------------------------- | ----------------- | --------------------------- |
| F 39 가미후라노 후라노 방면 | 후라노 선         | 비에이 F 37 아사히카와 방면 |